# 2007-es Copa América
A 2007-es Copa América a 42. kiírása volt a Copa Americának, amely a Dél-amerikai válogatottak első számú tornája. A tornát a CONMEBOL szervezte, melynek a házigazdája Venezuela volt, amely 2007. június 26. és július 15. között első alkalommal adott otthont az eseménynek. A tornát Brazília nyerte meg, amely javarészt a „B-csapatával” szerepelt a tornán, olyan kulcsjátékosokat nélkülözve mint Kaká és Ronaldinho. A döntőben végül Argentínát győzték le 3–0-ra. A harmadik helyen Mexikó végzett, miután 3–1-re megverte Uruguayt a bronzmérkőzésen. Brazília nyerte el a jogot arra, hogy a CONMEBOL-t képviselhesse a 2009-es konföderációs kupán.

## Résztvevők
| - Argentína - Bolívia - Brazília (címvédő) - Chile - Ecuador - Egyesült Államok (meghívott) | - Kolumbia - Mexikó (meghívott) - Paraguay - Peru - Uruguay - Venezuela (házigazda) |

## Helyszínek

Rendező városok

| Város          | Stadion neve                                | Hazai csapat(ok)           | Befogadóképesség |
| -------------- | ------------------------------------------- | -------------------------- | ---------------- |
| Maturín        | Estadio Monumental de Maturín               | Monagas SC                 | 52 000           |
| San Cristóbal  | Estadio Polideportivo de Pueblo Nuevo       | Deportivo Táchira          | 45 000           |
| Mérida         | Estadio Metropolitano de Mérida             | Estudiantes de Mérida      | 45 000           |
| Puerto Ordaz   | Estadio Polideportivo Cachamay              | Mineros de Guayana         | 45 000           |
| Barquisimeto   | Estadio Metropolitano de Fútbol de Lara     | Union Lara, Guaros de Lara | 40 000           |
| Puerto La Cruz | Estadio Olímpico Luis Ramos                 | Deportivo Anzoátegui       | 40 000           |
| Maracaibo      | Estadio José Pachencho Romero               | UA Maracaibo               | 40 000           |
| Caracas        | Estadio Olímpico de la Ciudad Universitaria | Venezuela                  | 40 000           |
| Barinas        | Estadio Agustín Tovar "La Carolina"         | Zamora FC                  | 30 000           |

## Játékvezetők
| Dél-Amerika - Sergio Pezzotta - René Ortubé - Carlos Eugênio Simon - Carlos Chandía - Mauricio Reinoso - Óscar Ruiz - Carlos Amarilla - Carlos Torres | Dél-Amerika (folyt.) - Victor Rivera - Jorge Larrionda - Manuel Andarcia Észak-, Közép-Amerika és a Karibi-térség - Benito Archundia - Baldomero Toledo |

## Eredmények
Minden időpont az Atlanti Időzóna szerinti. (UTC–4)

### Csoportkör
| Jelmagyarázat                                                                         |
| ------------------------------------------------------------------------------------- |
| A csoportok első két helyezettje bejutott az egyenes kieséses szakaszba.              |
| A csoportok legjobb két harmadik helyezettje bejutott az egyenes kieséses szakaszba.  |
| A csoportok legrosszabb harmadik, valamint a csoportok negyedik helyezettjei kiestek. |

#### A csoport
| Csapat    | M | Gy | D | V | Rg | Kg | Gk | P |
| --------- | - | -- | - | - | -- | -- | -- | - |
| Venezuela | 3 | 1  | 2 | 0 | 4  | 2  | +2 | 5 |
| Peru      | 3 | 1  | 1 | 1 | 5  | 4  | +1 | 4 |
| Uruguay   | 3 | 1  | 1 | 1 | 1  | 3  | –2 | 4 |
| Bolívia   | 3 | 0  | 2 | 1 | 4  | 5  | –1 | 2 |

| 2007. június 26. 18:05 (UTC–4) |

| Uruguay | 0–3               | Peru                                 |
| ------- | ----------------- | ------------------------------------ |
|         | (0–1) Jegyzőkönyv | Villalta 27' Mariño 70' Guerrero 89' |

| Estadio Metropolitano de Mérida, Mérida Nézőszám: 23 000 Játékvezető: Carlos Amarilla (paraguayi) |

| 2007. június 26. 20:50 (UTC–4) |

| Venezuela              | 2–2               | Bolívia             |
| ---------------------- | ----------------- | ------------------- |
| Maldonado 20' Páez 55' | (1–1) Jegyzőkönyv | Moreno 38' Arce 84' |

| Estadio Polideportivo de Pueblo Nuevo, San Cristóbal Nézőszám: 40 000 Játékvezető: Mauricio Reinoso (ecuadori) |

| 2007. június 30. 16:05 (UTC–4) |

| Bolívia | 0–1               | Uruguay     |
| ------- | ----------------- | ----------- |
|         | (0–0) Jegyzőkönyv | Sánchez 58' |

| Estadio Polideportivo de Pueblo Nuevo, San Cristóbal Nézőszám: 40 000 Játékvezető: Baldomero Toledo (amerikai) |

| 2007. június 30. 18:20 (UTC–4) |

| Venezuela                               | 2–0               | Peru       |
| --------------------------------------- | ----------------- | ---------- |
| Cichero 48' Arismendi 79' Páez 56′, 78′ | (0–0) Jegyzőkönyv | García 14′ |

| Estadio Polideportivo de Pueblo Nuevo, San Cristóbal Nézőszám: 40 000 Játékvezető: Benito Archundia (mexikói) |

| 2007. július 3. 18:35 (UTC–4) |

| Peru                             | 2–2               | Bolívia               |
| -------------------------------- | ----------------- | --------------------- |
| Pizarro 34' 85' Herrera 76′, 78′ | (1–2) Jegyzőkönyv | Moreno 24' Campos 45' |

| Estadio Metropolitano de Mérida, Mérida Nézőszám: 35 000 Játékvezető: Carlos Chandía (chilei) |

| 2007. július 3. 20:50 (UTC–4) |

| Venezuela | 0–0         | Uruguay |
| --------- | ----------- | ------- |
|           | Jegyzőkönyv |         |

| Estadio Metropolitano de Mérida, Mérida Nézőszám: 42 000 Játékvezető: Carlos Simon (brazil) |

#### B csoport
| Csapat   | M | Gy | D | V | Rg | Kg | Gk | P |
| -------- | - | -- | - | - | -- | -- | -- | - |
| Mexikó   | 3 | 2  | 1 | 0 | 4  | 1  | +3 | 7 |
| Brazília | 3 | 2  | 0 | 1 | 4  | 2  | +2 | 6 |
| Chile    | 3 | 1  | 1 | 1 | 3  | 5  | –2 | 4 |
| Ecuador  | 3 | 0  | 0 | 3 | 3  | 6  | –3 | 0 |

| 2007. június 27. 18:35 (UTC–4) |

| Ecuador                  | 2–3               | Chile                        |
| ------------------------ | ----------------- | ---------------------------- |
| Valencia 16' Benítez 23' | (2–1) Jegyzőkönyv | Suazo 20' 80' Villanueva 86' |

| Polideportivo Cachamay, Puerto Ordaz Nézőszám: 35 000 Játékvezető: Óscar Ruiz (kolumbiai) |

| 2007. június 27. 20:50 (UTC–4) |

| Brazília | 0–2               | Mexikó                   |
| -------- | ----------------- | ------------------------ |
|          | (0–2) Jegyzőkönyv | Castillo 23' Morales 28' |

| Polideportivo Cachamay, Puerto Ordaz Nézőszám: 40 000 Játékvezető: Sergio Pezzotta (argentin) |

| 2007. július 1. 16:05 (UTC–4) |

| Brazília                       | 3–0               | Chile |
| ------------------------------ | ----------------- | ----- |
| Robinho 36' (11-esből) 84' 87' | (1–0) Jegyzőkönyv |       |

| Estadio Monumental de Maturín, Maturín Nézőszám: 52 000 Játékvezető: Carlos Manuel Torres (paraguayi) |

| 2007. július 1. 18:20 (UTC–4) |

| Mexikó                 | 2–1               | Ecuador    |
| ---------------------- | ----------------- | ---------- |
| Castillo 21' Bravo 79' | (1–0) Jegyzőkönyv | Méndez 84' |

| Estadio Monumental de Maturín, Maturín Nézőszám: 52 000 Játékvezető: René Ortubé (bolíviai) |

| 2007. július 4. 18:35 (UTC–4) |

| Mexikó | 0–0         | Chile |
| ------ | ----------- | ----- |
|        | Jegyzőkönyv |       |

| Estadio Olímpico Luis Ramos, Puerto la Cruz Nézőszám: 38 000 Játékvezető: Carlos Amarilla (paraguayi) |

| 2007. július 4. 20:50 (UTC–4) |

| Brazília               | 1–0               | Ecuador |
| ---------------------- | ----------------- | ------- |
| Robinho 56' (11-esből) | (0–0) Jegyzőkönyv |         |

| Estadio Olímpico Luis Ramos, Puerto la Cruz Nézőszám: 38 000 Játékvezető: Sergio Pezzotta (argentin) |

#### C csoport
| Csapat           | M | Gy | D | V | Rg | Kg | Gk | P |
| ---------------- | - | -- | - | - | -- | -- | -- | - |
| Argentína        | 3 | 3  | 0 | 0 | 9  | 3  | +6 | 9 |
| Paraguay         | 3 | 2  | 0 | 1 | 8  | 2  | +6 | 6 |
| Kolumbia         | 3 | 1  | 0 | 2 | 3  | 9  | –6 | 3 |
| Egyesült Államok | 3 | 0  | 0 | 3 | 2  | 8  | –6 | 0 |

| 2007. június 28. 18:35 (UTC–4) |

| Paraguay                               | 5–0               | Kolumbia |
| -------------------------------------- | ----------------- | -------- |
| Santa Cruz 30' 46' 80' Cabañas 84' 88' | (1–0) Jegyzőkönyv |          |

| Estadio José Pachencho Romero, Maracaibo Nézőszám: 34 500 Játékvezető: Jorge Larrionda (uruguayi) |

| 2007. június 28. 20:50 (UTC–4) |

| Argentína                          | 4–1               | Egyesült Államok      |
| ---------------------------------- | ----------------- | --------------------- |
| Crespo 11' 60' Aimar 76' Tévez 84' | (1–1) Jegyzőkönyv | Johnson 9' (11-esből) |

| Estadio José Pachencho Romero, Maracaibo Nézőszám: 34 500 Játékvezető: Carlos Chandía (chilei) |

| 2007. július 2. 18:35 (UTC–4) |

| Egyesült Államok | 1–3               | Paraguay                              |
| ---------------- | ----------------- | ------------------------------------- |
| Clark 35'        | (1–1) Jegyzőkönyv | Barreto 29' Cardozo 56' Cabañas 90+2' |

| Estadio Agustín Tovar, Barinas Nézőszám: 28 200 Játékvezető: Victor Rivera (perui) |

| 2007. július 2. 20:50 (UTC–4) |

| Argentína                                              | 4–2               | Kolumbia                                    |
| ------------------------------------------------------ | ----------------- | ------------------------------------------- |
| Crespo 20' (11-esből) Riquelme 34' 45' D. Milito 90+1' | (3–1) Jegyzőkönyv | E. Perea 10' Castrillón 76' Vargas 54′, 90′ |

| Estadio José Pachencho Romero, Maracaibo Nézőszám: 40 000 Játékvezető: Carlos Simon (brazil) |

| 2007. július 5. 18:35 (UTC–4) |

| Kolumbia                       | 1–0               | Egyesült Államok |
| ------------------------------ | ----------------- | ---------------- |
| Castrillón 15' Zapata 72′, 87′ | (1–0) Jegyzőkönyv |                  |

| Estadio Metropolitano de Fútbol de Lara, Barquisimeto Nézőszám: 37 500 Játékvezető: Manuel Andarcia (venezuelai) |

| 2007. július 5. 20:50 (UTC–4) |

| Argentína      | 1–0               | Paraguay |
| -------------- | ----------------- | -------- |
| Mascherano 79' | (0–0) Jegyzőkönyv |          |

| Estadio Metropolitano de Fútbol de Lara, Barquisimeto Nézőszám: 37 500 Játékvezető: Jorge Larrionda (uruguayi) |

#### Harmadik helyezett csapatok sorrendje
A csoportkör végén a csoportharmadikok teljesítménye összehasonlításra került. A két legjobb mutatóval rendelkező harmadik helyezett válogatott bejutott a negyeddöntőbe.
| Csop. | Csapat   | M | Gy | D | V | Rg | Kg | Gk | P |
| ----- | -------- | - | -- | - | - | -- | -- | -- | - |
| B     | Chile    | 3 | 1  | 1 | 1 | 3  | 5  | –2 | 4 |
| A     | Uruguay  | 3 | 1  | 1 | 1 | 1  | 3  | –2 | 4 |
| C     | Kolumbia | 3 | 1  | 0 | 2 | 3  | 9  | –6 | 3 |

Chile (legjobb harmadik) és Uruguay (második legjobb harmadik) jutott be a negyeddöntőbe.

### Egyenes kieséses szakasz
|  |                            |              |                           |                        |       |           |                        |                      |                      |                      |               |       |       |
|  | Negyeddöntők               | Negyeddöntők | Negyeddöntők              |                        |       | Elődöntők | Elődöntők              | Elődöntők            |                      |                      | Döntő         | Döntő | Döntő |
|  | Negyeddöntők               | Negyeddöntők | Negyeddöntők              |                        |       | Elődöntők | Elődöntők              | Elődöntők            |                      |                      | Döntő         | Döntő | Döntő |
|  | július 7. – San Cristóbal  |              |                           |                        |       |           |                        |                      |                      |                      |               |       |       |
|  |                            |              |                           |                        |       |           |                        |                      |                      |                      |               |       |       |
|  | Venezuela                  | Venezuela    | 1                         |                        |       |           |                        |                      |                      |                      |               |       |       |
|  | Venezuela                  | Venezuela    | 1                         | július 10. – Maracaibo |       |           |                        |                      |                      |                      |               |       |       |
|  | Uruguay                    | Uruguay      | 4                         |                        |       |           |                        |                      |                      |                      |               |       |       |
|  | Uruguay                    | Uruguay      | 4                         |                        |       | Uruguay   | Uruguay                | 2 (4)                |                      |                      |               |       |       |
|  | július 7. – Puerto la Cruz |              |                           |                        |       | Uruguay   | Uruguay                | 2 (4)                |                      |                      |               |       |       |
|  |                            |              | Brazília                  | Brazília               | 2 (5) |           |                        |                      |                      |                      |               |       |       |
|  | Chile                      | Chile        | Brazília                  | Brazília               | 2 (5) | 1         |                        |                      |                      |                      |               |       |       |
|  | Chile                      | Chile        |                           |                        |       | 1         | július 15. – Maracaibo |                      |                      |                      |               |       |       |
|  | Brazília                   | Brazília     | 6                         |                        |       |           |                        |                      |                      |                      |               |       |       |
|  | Brazília                   | Brazília     | 6                         |                        |       | Brazília  | Brazília               | 3                    |                      |                      |               |       |       |
|  | július 8. – Maturín        |              |                           |                        |       | Brazília  | Brazília               | 3                    |                      |                      |               |       |       |
|  |                            |              | Argentína                 | Argentína              | 0     |           |                        |                      |                      |                      |               |       |       |
|  | Mexikó                     | Mexikó       | Argentína                 | Argentína              | 0     | 6         |                        |                      |                      |                      |               |       |       |
|  | Mexikó                     | Mexikó       | július 11. – Puerto Ordaz |                        |       | 6         |                        |                      |                      |                      |               |       |       |
|  | Paraguay                   | Paraguay     | 0                         |                        |       |           |                        |                      |                      |                      |               |       |       |
|  | Paraguay                   | Paraguay     | 0                         |                        |       | Mexikó    | Mexikó                 | 0                    | Bronzmérkőzés        | Bronzmérkőzés        | Bronzmérkőzés |       |       |
|  | július 8. – Barquisimeto   |              |                           |                        |       | Mexikó    | Mexikó                 | 0                    | Bronzmérkőzés        | Bronzmérkőzés        | Bronzmérkőzés |       |       |
|  |                            |              | Argentína                 | Argentína              | 3     |           |                        | július 14. – Caracas | július 14. – Caracas | július 14. – Caracas |               |       |       |
|  | Argentína                  | Argentína    | Argentína                 | Argentína              | 3     | 4         |                        | július 14. – Caracas | július 14. – Caracas | július 14. – Caracas |               |       |       |
|  | Argentína                  | Argentína    |                           |                        |       |           |                        | Uruguay              | Uruguay              | 1                    |               |       |       |
|  | Peru                       | Peru         | 0                         |                        |       |           |                        | Uruguay              | Uruguay              | 1                    |               |       |       |
|  | Peru                       | Peru         | 0                         |                        |       | Mexikó    | Mexikó                 | 3                    |                      |                      |               |       |       |
|  |                            |              |                           |                        |       | Mexikó    | Mexikó                 | 3                    |                      |                      |               |       |       |

#### Negyeddöntők
| 2007. július 7. 18:05 (UTC–4) |

| Venezuela  | 1–4               | Uruguay                                   |
| ---------- | ----------------- | ----------------------------------------- |
| Arango 41' | (1–1) Jegyzőkönyv | Forlán 38' 90+1' García 64' Rodríguez 86' |

| Estadio Polideportivo de Pueblo Nuevo, San Cristóbal Nézőszám: 41 200 Játékvezető: Carlos Chandía (chilei) |

| 2007. július 7. 20:50 (UTC–4) |

| Chile     | 1–6               | Brazília                                                        |
| --------- | ----------------- | --------------------------------------------------------------- |
| Suazo 76' | (0–3) Jegyzőkönyv | Juan 16' Baptista 23' Robinho 27' 50' Josué 68' Vágner Love 85' |

| Estadio Olímpico Luis Ramos, Puerto la Cruz Nézőszám: 38 000 Játékvezető: Jorge Larrionda (uruguayi) |

| 2007. július 8. 16:05 (UTC–4) |

| Mexikó                                                                            | 6–0               | Paraguay     |
| --------------------------------------------------------------------------------- | ----------------- | ------------ |
| Castillo 5' (11-esből) 38' Torrado 27' Arce 79' Blanco 87' (11-esből) Bravo 90+1' | (3–0) Jegyzőkönyv | Bobadilla 3′ |

| Estadio Monumental de Maturín, Maturín Nézőszám: 52 000 Játékvezető: Sergio Pezzotta (argentin) |

| 2007. július 8. 18:50 (UTC–4) |

| Argentína                                 | 4–0               | Peru |
| ----------------------------------------- | ----------------- | ---- |
| Riquelme 47' 85' Messi 61' Mascherano 75' | (0–0) Jegyzőkönyv |      |

| Estadio Metropolitano de Fútbol de Lara, Barquisimeto Nézőszám: 38 800 Játékvezető: Carlos Simon (brazil) |

#### Elődöntők
| 2007. július 10. 20:50 (UTC–4) |

| Uruguay                                              | 2–2 (h.u.)             | Brazília                                                    |
| ---------------------------------------------------- | ---------------------- | ----------------------------------------------------------- |
| Forlán 36' Abreu 70'                                 | (1–2, 2–2) Jegyzőkönyv | Maicon 13' Baptista 41'                                     |
| Büntetőpárbaj                                        |                        |                                                             |
| Forlán Scotti González Rodríguez Abreu García Lugano | 4–5                    | Robinho Juan Gilberto Silva Alfonso Diego Fernando Gilberto |

| Estadio José Pachencho Romero, Maracaibo Nézőszám: 38 100 Játékvezető: Óscar Ruiz (kolumbiai) |

| 2007. július 11. 20:50 (UTC–4) |

| Mexikó | 0–3               | Argentína                                    |
| ------ | ----------------- | -------------------------------------------- |
|        | (0–1) Jegyzőkönyv | Heinze 44' Messi 61' Riquelme 66' (11-esből) |

| Polideportivo Cachamay, Puerto Ordaz Nézőszám: 41 600 Játékvezető: Carlos Chandía (chilei) |

#### 3. helyért
| 2007. július 14. 17:05 (UTC–4) |

| Uruguay              | 1–3               | Mexikó                                       |
| -------------------- | ----------------- | -------------------------------------------- |
| Abreu 22' Lugano 36′ | (1–1) Jegyzőkönyv | Blanco 38' (11-esből) Bravo 68' Guardado 76' |

| Estadio Olímpico, Caracas Nézőszám: 25 000 Játékvezető: Mauricio Reinoso (ecuadori) |

#### Döntő
| 2007. július 15. 17:05 (UTC–4) |

| Brazília                                | 3–0               | Argentína |
| --------------------------------------- | ----------------- | --------- |
| Baptista 4' Ayala 40' (öngól) Alves 69' | (2–0) Jegyzőkönyv |           |

| Estadio José Pachencho Romero, Maracaibo Nézőszám: 40 000 Játékvezető: Carlos Amarilla (paraguayi) |

| A 2007-es Copa América győztese |
| ------------------------------- |
| BRAZÍLIA 8. cím                 |

### Gólszerzők
| 6 gólos - Robinho 5 gólos - Juan Román Riquelme 4 gólos - Nery Castillo 3 gólos - Hernán Crespo - Júlio Baptista - Humberto Suazo - Omar Bravo - Salvador Cabañas - Roque Santa Cruz - Diego Forlán 2 gólos - Javier Mascherano - Lionel Messi - Jaime Moreno - Jaime Castrillón - Cuauhtémoc Blanco - Claudio Pizarro - Sebastián Abreu | 1 gólos - Pablo Aimar - Gabriel Heinze - Diego Milito - Carlos Tévez - Juan Carlos Arce - Jhasmani Campos - Daniel Alves - Josué - Juan - Vágner Love - Maicon - Carlos Villanueva - Edixon Perea Valencia - Christian Benítez - Edison Méndez - Antonio Valencia - Fernando Arce - Andrés Guardado - Ramón Morales - Gerardo Torrado - Edgar Barreto - Óscar Cardozo | 1 gólos (folytatás) - Juan Carlos Mariño - José Paolo Guerrero - Miguel Villalta - Ricardo Clark - Eddie Johnson - Pablo Gabriel García - Cristian Rodríguez - Vicente Sánchez - Juan Arango - Daniel Arismendi - Alejandro Cichero - Giancarlo Maldonado - Ricardo Páez Öngólos - Roberto Ayala (Brazília ellen) |

### Végeredmény
Az első négy helyezett utáni sorrend nem tekinthető hivatalosnak, mivel ezekért a helyekért nem játszottak mérkőzéseket. Ezért e helyezések meghatározásához az alábbiak lettek figyelembe véve:
1. több szerzett pont (a 11-esekkel eldöntött találkozók a hosszabbítást követő eredménnyel, döntetlenként vannak feltüntetve)
2. jobb gólkülönbség
3. több szerzett gól

A hazai csapat eltérő háttérszínnel kiemelve.
| Helyezés | Nemzet           | M | Gy | D | V | G+ | G– | Gk  | P  |
| -------- | ---------------- | - | -- | - | - | -- | -- | --- | -- |
| Arany    | Brazília         | 6 | 4  | 1 | 1 | 15 | 5  | +10 | 13 |
| Ezüst    | Argentína        | 6 | 5  | 0 | 1 | 16 | 6  | +10 | 15 |
| Bronz    | Mexikó           | 6 | 4  | 1 | 1 | 13 | 5  | +8  | 13 |
| 4.       | Uruguay          | 6 | 2  | 2 | 2 | 8  | 9  | –1  | 8  |
|          |                  |   |    |   |   |    |    |     |    |
| 5.       | Paraguay         | 4 | 2  | 0 | 2 | 8  | 8  | 0   | 6  |
| 6.       | Venezuela        | 4 | 1  | 2 | 1 | 5  | 6  | –1  | 5  |
| 7.       | Peru             | 4 | 1  | 1 | 2 | 5  | 8  | –3  | 4  |
| 8.       | Chile            | 4 | 1  | 1 | 2 | 4  | 11 | –7  | 4  |
|          |                  |   |    |   |   |    |    |     |    |
| 9.       | Kolumbia         | 3 | 1  | 0 | 2 | 3  | 9  | –6  | 3  |
| 10.      | Bolívia          | 3 | 0  | 2 | 1 | 4  | 5  | –1  | 2  |
| 11.      | Ecuador          | 3 | 0  | 0 | 3 | 3  | 6  | –3  | 0  |
| 12.      | Egyesült Államok | 3 | 0  | 0 | 3 | 2  | 8  | –6  | 0  |